# 팔로우 (영화)
《팔로우》(영어: It Follows)는 2014년 공개된 미국의 공포 영화이다. 데이비드 로버트 미첼이 연출과 각본을 맡고, 마이카 먼로, 키어 길크리스트 등이 출연하였다. 제67회 칸 영화제에서 최초 상영되었으며, 제한 상영이 성공을 거둔 뒤 2015년 3월 13일 광범위한 공개로 확장되었다.
평단으로부터 대체로 호평을 받았으며, 컬트 팬층이 형성되었다. 2010년대 최고의 공포 영화, 나아가 현대 공포 영화 고전 중 하나로 꼽히고 있다.
2023년 10월 네온에서 속편 《They Follow》 제작에 들어간다고 발표하였다.

## 줄거리
19살 대학생 제이는 남자친구 휴와 처음 관계를 가진 뒤 클로로포름에 당해 정신을 잃는다. 휠체어에 묶인 채 깨어난 제이에게 휴는 자신이 성관계를 통해 저주를 옮겼다고 밝힌다.
이 저주에 걸리면 변신이 가능한 어떤 인간 형태의 존재가 저주에 걸린 자를 죽이기 위해 계속 느린 속도로 쫓아오게 된다. 저주에 걸린 자를 죽인다는 목표 외엔 자의식이 전무한 이 존재는 저주에 걸린 자의 눈에만 보이며, 저주 상태에서 벗어나려면 다른 누군가와 성관계를 하여 저주를 옮기는 것 외엔 방법이 없다. 그러나 저주를 옮긴 상대가 사망하면 저주는 다시 돌아오게 된다.

## 출연
- 마이카 먼로 - 제이미 "제이" 하이트 역
- 키어 길크리스트 - 폴 볼두언 역
- 올리비아 루카디 - 야라 데이비스 역
- 릴리 시피 - 켈리 하이트 역
- 다니엘 소바토 - 그레그 해니건 역
- 제이크 위어리 - 휴 / 제프 레드먼드 역
- 베일리 스프라이 - 애니 마셜 역
- 데비 윌리엄스 - 하이트 부인 역
- 루비 해리스 - 레드먼드 부인 역
- 일리 바다

## 제작
촬영은 2013년 말 미시간주 디트로이트에서 진행되었다.

## 기타 제작진
- 공동 제작: 로빈 K. 베넷
- 배역: 마크 베넷
- 미술: 마이클 페리
- 의상: 킴벌리 라이츠매콜리
- 분장: 로라 지어니노
- 특수 분장: 로버트 커츠먼
- 음향 감독: 크리스천 드위긴스
- 조감독: 조던 섐파인
- 시각 효과 감독: 그레그 스트라즈